# Simulium chubarevae
Simulium chubarevae es una especie de insecto del género Simulium, familia Simuliidae, orden Diptera.
Fue descrita científicamente por Kachvoryan & Terteryan, 1981.